# Crithagra leucopygia
Il  cantore d'Africa, noto anche come beccasemi groppabianca o verzellino dal groppone bianco (Crithagra leucopygia Sundevall, 1850), è un uccello passeriforme della famiglia Fringillidae, diffuso in Africa.

## Etimologia
Il nome scientifico della specie, leucopygia, è formato dall'unione delle parole greche λευκος (leukos, "bianco") e πυγιος (pygios/pugios, "fondoschiena"), col significato di "dal fondoschiena bianco", in riferimento alla livrea di questi uccelli.

## Descrizione

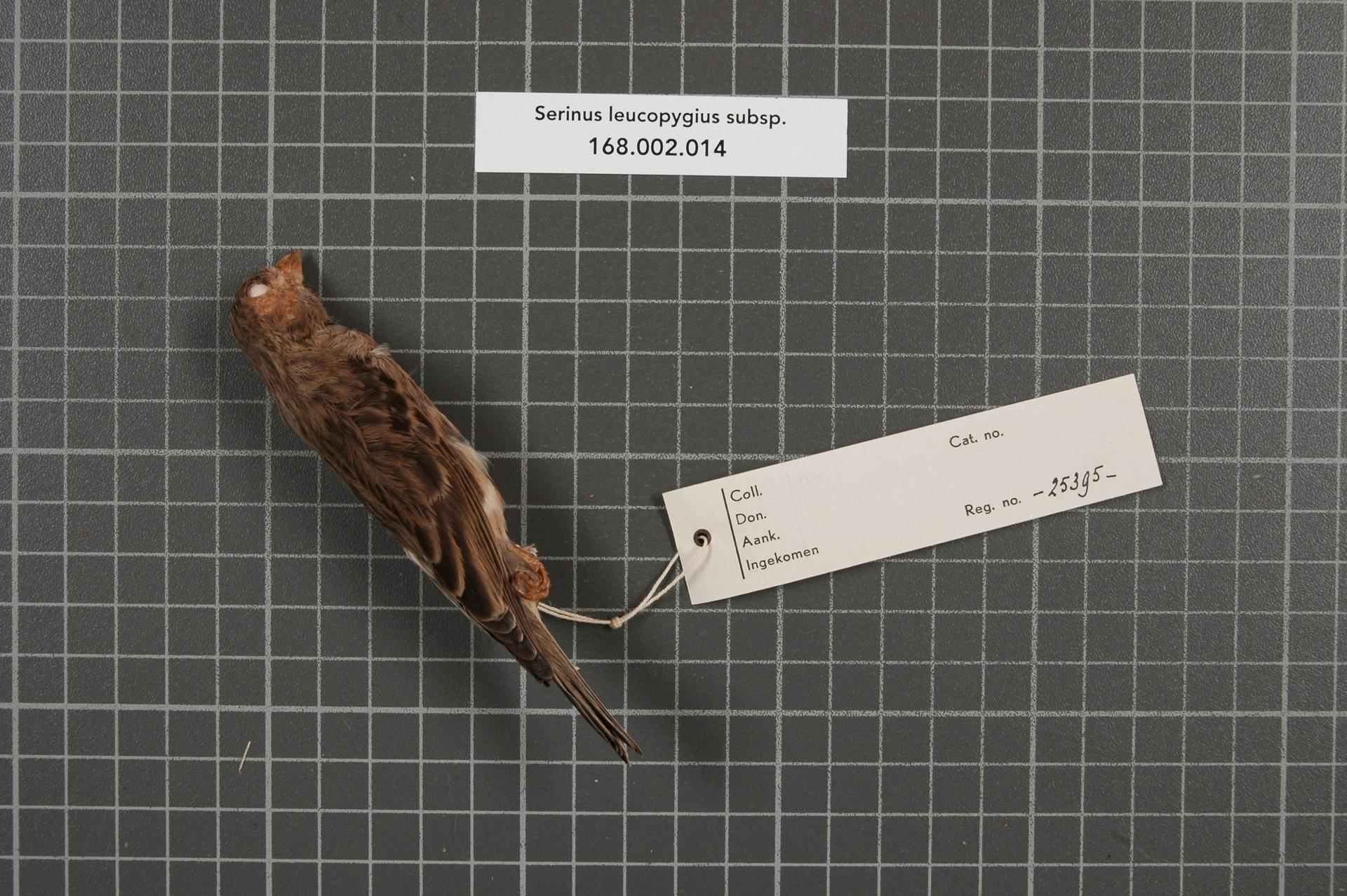
Veduta laterale di esemplare impagliato.

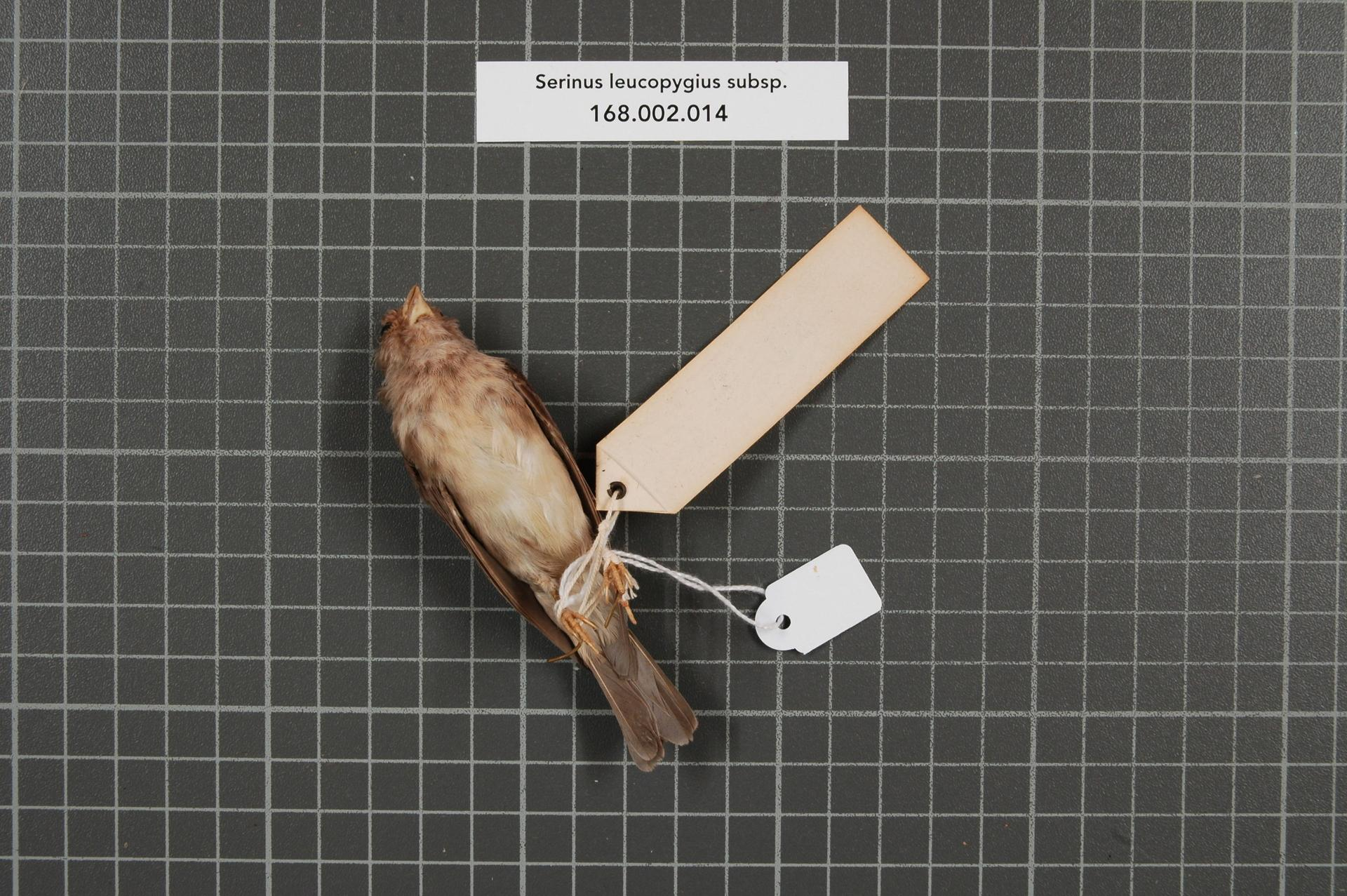
Veduta ventrale di esemplare impagliato.

Misura 10-11,5 cm di lunghezza, per un peso di 8-16 g.

### Aspetto
Si tratta di uccelletti dall'aspetto slanciato, muniti di corto becco conico, testa arrotondata e coda dalla punta lievemente forcuta.

Il piumaggio è bianco su ventre e codione, mentre il resto del corpo è grigio, più chiaro su testa, petto e fianchi e più scuro sul dorso, mentre ali e coda sono nerastre: tutta la porzione grigia del corpo presenta penne dalle punte più scure, a dare un effetto screziato. Non esiste dimorfismo sessuale.

Il becco è di colore carnicino-grigiastro, talvolta con punta più scura: le zampe sono anch'esse di color carnicino, mentre gli occhi sono di colore bruno scuro.

## Biologia
Si tratta di uccelli molto vispi e miti, che si muovono in coppie o in piccoli stormi di una decina d'esemplari circa, talvolta associandosi a specie affini: essi passano la maggior parte della giornata alla ricerca di cibo (per ottenere il quale si spostano molto al suolo o fra l'erba alta) e d'acqua, salvo poi fare ritorno nel tardo pomeriggio a posatoi riparati fra gli alberi per trascorrere la notte.

### Alimentazione
Si tratta di uccelli granivori che si nutrono essenzialmente di semi di piante erbacee, ma non disdegnano di cibarsi anche di bacche, frutta, foglie, germogli e talvolta di alimenti più proteici (insetti, larve, piccoli invertebrati), in particolare quando hanno i pulli da accudire.

### Riproduzione
Il periodo di riproduzione del cantore d'Africa va generalmente da settembre a marzo, con le popolazioni della parte più settentrionale dell'areale occupato dalla specie che si riproducono anche in luglio-agosto.
Durante il periodo degli amori i maschi danno sfoggio di una certa abilità canora (che frutta loro il nome comune), gorgheggiando incessantemente da posatoi in evidenza per attrarre le femmine: al loro arrivo, essi danno inizio al corteggiamento vero e proprio, arruffando le penne, seguendo con insistenza le potenziali partner tenendo al contempo testa e coda puntate verso l'alto e le ali semiaperte puntate verso il basso, fino a quando le prescelte non segnalano la loro eventuale disponibilità all'accoppiamento accovacciandosi e spostando lateralmente la coda. Come la stragrande maggioranza dei fringillidi, anche il cantore d'Africa è monogamo, con le coppie che restano assieme durante tutta la stagione degli amori e anche oltre.
Il nido, a forma di coppa, viene edificato intrecciando fibre vegetali e foderando l'interno con lanugine animale o vegetale alla biforcazione di un ramo: la sua costruzione è completo appannaggio della femmina, che si occupa da sola anche della cova delle 3-6 uova biancastre, col maschio che rimane di guardia cantando nei pressi del nido per scacciare eventuali intrusi e si occupa inoltre di reperire il cibo per sé e per la compagna. La schiusa delle uova avviene dopo due settimane circa di cova: i pulli, ciechi ed implumi alla nascita, vengono imbeccati e accuditi da entrambi i genitori, ed attorno alle tre settimane dalla schiusa sono in grado d'involarsi. Tuttavia, essi tendono a rimanere nei pressi del nido ancora per una settimana, chiedendo sempre più sporadicamente l'imbeccata ai genitori (i quali generalmente, se le condizioni lo consentono, sono impegnati a portare avanti una seconda covata) ed in seguito disperdendosi.

## Distribuzione e habitat
Il cantore d'Africa occupa gran parte del Sahel e dell'area immediatamente a sud di esso, dal Senegambia all'Eritrea e da qui fino al nord dell'Uganda.
L'habitat di questi uccelli è rappresentato dalle aree secche aperte di savana con presenza di fonti d'acqua permanente e di macchie alberate o cespugliose.

## Sistematica
Se ne riconoscono tre sottospecie:
- Crithagra leucopygia leucopygia Sundevall, 1850 - la sottospecie nominale, diffusa in Sudan orientale, Eritrea settentrionale, Etiopia centro-occidentale, Sud Sudan, estremo lembo nord-orientale del Congo ed Uganda nord-occidentale;
- Crithagra leucopygia pallens (Vaurie, 1956) - endemica del massiccio dell'Aïr, nel Niger;
- Crithagra leucopygia riggenbachi (Neumann, 1908) - presente da Mauritania, Senegal e Gambia ad est sino al Sudan occidentale e alla Repubblica Centrafricana settentrionale;

Alcuni autori sinonimizzano la sottospecie pallens con riggenbachi, mentre altri sosterrebbero una distinzione delle popolazioni isolate della Rift Valley etiope tale da renderne corretta l'elevazione a sottospecie, tuttavia mancano studi più approfonditi in proposito.